# Виборчий округ 8
Виборчий округ 8 — виборчий округ в Автономній Республіці Крим, який внаслідок окупації Кримського півострову Російською Федерацією в 2014 році, тимчасово не перебуває під контролем України і вибори в ньому не проводяться. В сучасному вигляді був утворений 28 квітня 2012 постановою ЦВК №82 (до цього моменту існувала інша система виборчих округів). Внаслідок подій 2014 року в цьому окрузі вибори були проведені лише один раз, а саме парламентські вибори 28 жовтня 2012. Станом на 2012 рік окружна виборча комісія цього округу розташовувалась в будівлі Совєтської районної державної адміністрації за адресою смт. Совєтський, вул. 30 років Перемоги, 15.
До складу округу входять місто Судак, а також Білогірський, Нижньогірський і Совєтський райони, частина Сімферопольського району (Первомайська та Новоандріївська сільські ради). Виборчий округ 8 межує з округом 7 на півдні, з округом 2 на південному заході, з округом 10 на заході, з округом 3 на північному заході, з округом 6 на сході та обмежений узбережжями Чорного моря на південному сході і затоки Сиваш на північному сході. Виборчий округ №8 складається з виборчих дільниць під номерами 010076-010136, 010395-010424, 010608-010609, 010612-010614, 010649-010683 та 010939-010961.

## Народні депутати від округу
| Ім'я                 | Фото | Партія          | Скликання | Дата набуття повноважень | Дата припинення повноважень |
| -------------------- | ---- | --------------- | --------- | ------------------------ | --------------------------- |
| Дейч Борис Давидович |      | Партія регіонів | 7-ме      | 12 грудня 2012           | 27 листопада 2014           |

## Результати виборів
Кандидати-мажоритарники:
- Дейч Борис Давидович (Партія регіонів)
- Барієв Ескендер Енверович (Батьківщина)
- Івашина Роксолана Ігорівна (Комуністична партія України)
- Хомутов Віталій Миколайович (УДАР)
- Німетуллаєв Едем Рідванович (Україна — Вперед!)
- Пономаренко Сергій Петрович (Українська партія «Зелена планета»)
- Мельник Галина Миколаївна (Нова політика)
- Касєєва Олена Миколаївна (Союз. Чорнобиль. Україна.)
- Крижановський Станіслав Іванович (Союз)
- Биткова Ніна Євгеніївна (Віче)
- Свиридов Ігор Володимирович (Партія зелених України)
- Колотюк Ольга Володимирівна (Народна ініціатива)
- Стрельцова Олена Анатоліївна (Держава)
- Рогульчик Валентина Іванівна (Українська морська партія)
- Мосієнко Володимир Дмитрович (Об'єднані ліві і селяни)